# Dinopercidae
Dinopercidae är en familj av fiskar. Dinopercidae ingår i ordningen abborrartade fiskar (Perciformes). Enligt Catalogue of Life omfattar familjen Dinopercidae 2 arter.
Arterna förekommer i östra Atlanten från Angola söderut och i Indiska oceanen. Det vetenskapliga namnet är bildat av de grekiska orden dinos (fruktansvärd) och perke (abborre).
Släkten enligt Catalogue of Life:
- Centrarchops
- Dinoperca